# Liste der Kulturdenkmäler in Hamburg-Allermöhe
Die Liste der Kulturdenkmäler in Hamburg-Allermöhe enthält die in der Denkmalliste ausgewiesenen Denkmäler auf dem Gebiet des Stadtteils Allermöhe der Freien und Hansestadt Hamburg.
Basis ist der Datensatz Denkmalliste Hamburg auf dem Transparenzportal Hamburg. Dieser enthält alle Objekte, die rechtskräftig nach dem Hamburger Denkmalschutzgesetz vom 5. April 2013 unter Denkmalschutz stehen (§ 6 Abs. 1 DSchG HA) oder zumindest zeitweise standen. Die Denkmalliste steht auch als PDF-Dokument zur Verfügung. Alle Denkmäler in Allermöhe, die schon nach dem Denkmalschutzgesetz vom 3. Dezember 1973, zuletzt geändert am 27. November 2007, unter Denkmalschutz standen, sind auch auf der Liste der Kulturdenkmäler im Hamburger Bezirk Bergedorf zu finden.

## Legende
- ID: Gibt die vom Denkmalschutzamt Hamburg vergebene Objekt-ID (Identifikationsnummer) des Kulturdenkmals an, (in Klammern gegebenenfalls die Denkmalnummer nach altem Denkmalschutzgesetz).
- Adresse: Nennt den Straßennamen und, wenn vorhanden, die Hausnummer des Kulturdenkmals. Die Grundsortierung der Liste erfolgt nach dieser Adresse.
- Art: Zeigt an, ob es ein Objekt („O“) oder ein Ensemble („E“) ist.
- Datierung: Gibt die Datierung an; das Jahr der Fertigstellung bzw. den Zeitraum der Errichtung.
- Ensemble: Gibt die Nummer des Ensembles an, zu der das Objekt gehört, bzw. bei Ensembles die Nummer des Ensembles selbst.

Hinweis: Die Grundsortierung der Liste erfolgt nach der Adresse und ist alternativ nach ID, Art (Objekt oder Ensemble), Typ, Datierung, Entwurf oder Kurzbeschreibung sortierbar.

| ID            | Adresse                                                                                     | Art | Typ                 | Kurzbeschreibung                                               | Datierung                    | Entwurf         | Ensemble | Bild           |
| ------------- | ------------------------------------------------------------------------------------------- | --- | ------------------- | -------------------------------------------------------------- | ---------------------------- | --------------- | -------- | -------------- |
| 31112         | Allermöher Deich 97, 99, bei Nr. 97, Pastoratsweg 3 (Lage)                                  | E   |                     | Dreieinigkeitskirche Allermöhe                                 |                              |                 | 31112    |                |
| 26215 (2, 62) | Allermöher Deich 97 (Lage)                                                                  | O   | Kirche              | Dreieinigkeitskirche Allermöhe                                 | 1611–14; 1723–25; 1900/01    | Groothoff, Hugo | 31112    | weitere Bilder |
| 26216 (62)    | Allermöher Deich 99 (Lage)                                                                  | O   | Pastorat            |                                                                | 1901                         |                 | 31112    |                |
| 29732 (1401)  | Allermöher Deich 105 (Lage)                                                                 | O   | Schulgebäude; Bäume | Schulhaus mit Linden (Kirchenschule Allermöhe)                 | 1901                         |                 |          | weitere Bilder |
| 27675 (660)   | Allermöher Deich 134 (Lage)                                                                 | O   | Wohnhaus            |                                                                | 1839                         |                 |          |                |
| 27450         | Allermöher Deich 311 (Lage)                                                                 | O   | Kate                |                                                                | 19. Jh.                      |                 |          |                |
| 27451         | Allermöher Deich 381 (Lage)                                                                 | O   | Wohnhaus            |                                                                | 1908                         |                 |          |                |
| 27673         | Allermöher Deich 445 (Lage)                                                                 | O   | Schulgebäude        | Nach Ende der schulischen Nutzung Künstlerhaus, ab 2022 Hospiz | 1902                         |                 |          | weitere Bilder |
| 27667         | Allermöher Deich 484 (Lage)                                                                 | O   | Wohnhaus            | Krapphof                                                       | 1780, um                     |                 |          |                |
| 27669 (125)   | Allermöher Deich bei der Reitbrooker Mühlenbrücke im Grünstreifen neben der Fahrbahn (Lage) | O   | Fährstein           |                                                                | 1744                         |                 |          | weitere Bilder |
| 26213         | Allermöher Deich bei Nr. 97 (Lage)                                                          | O   | Friedhof            | Friedhof an der Dreieinigkeitskirche Allermöhe                 | 13. Jh., 2. Hälfte; 1900, um |                 | 31112    | weitere Bilder |
| 26214         | Allermöher Deich bei Nr. 97 (Lage)                                                          | O   | Denkmal             |                                                                | 19. Jh., 2. Hälfte           |                 | 31112    | BW             |
| 26217         | Allermöher Deich bei Nr. 97 (Lage)                                                          | O   | Denkmal             |                                                                | 1921                         |                 | 31112    |                |
| 27671         | Allermöher Deich gegenüber von Nr. 119 (Lage)                                               | O   | Remise              |                                                                | 1900, um                     |                 |          |                |
| 27672         | Kurfürstendeich 48 (Lage)                                                                   | O   | Wohnhaus            |                                                                | 1907                         |                 |          |                |
| 27676 (1896)  | Kurfürstendeich 52 (Lage)                                                                   | O   | Kate                |                                                                | 19. Jh.                      |                 |          |                |
| 27674 (378)   | Moorfleeter Deich 359 (Lage)                                                                | O   | Landhaus            |                                                                | 17. Jh., Ende                |                 |          | weitere Bilder |
| 27668 (1110)  | Moorfleeter Deich 408 (Lage)                                                                | O   | Wohnhaus/Schulhaus  |                                                                | 1800, um                     |                 |          | weitere Bilder |
| 27670 (1119)  | Moorfleeter Deich 483 (Lage)                                                                | O   | Bauernhaus          |                                                                | 18. Jh.                      |                 |          |                |
| 27666 (1019)  | Moorfleeter Deich gegenüber von Nr. 435 (Lage)                                              | O   | Pegelhaus           |                                                                | 1906                         |                 |          |                |
| 26218 (62)    | Pastoratsweg 3 (Lage)                                                                       | O   | Kindergarten        |                                                                | 20. Jh.                      |                 | 31112    |                |
| 25179         | Schleusengraben (Lage)                                                                      | O   | Kanal               | Schleusengraben (Kanal)                                        | 1443                         |                 |          | weitere Bilder |

## Ehemalige Kulturdenkmäler
| ID    | Adresse                   | Art | Typ             | Kurzbeschreibung | Datierung      | Entwurf | Ensemble | Bild |
| ----- | ------------------------- | --- | --------------- | ---------------- | -------------- | ------- | -------- | ---- |
| 38914 | Kurfürstendeich 48 (Lage) | E   | Wohnhaus; Stall |                  | 1907, um       |         | 38914    | BW   |
| 38913 | Kurfürstendeich 48 (Lage) | O   | Stall           |                  | 1907, vermutl. |         |          |      |